# Fútbol en los Juegos del Océano Índico 1979
El torneo de fútbol masculino en los Juegos del Océano Índico 1979 se celebra en Reunión. Se jugó en el Stade Michel Volnay en St-Pierre, Reunión.

## Fase de grupos

### Grupo A
| Equipo     | PJ | PG | PE | PP | GF | GC | Dif. | Pts. |
| ---------- | -- | -- | -- | -- | -- | -- | ---- | ---- |
| Reunión    | 2  | 2  | 0  | 0  | 12 | 0  | +12  | 6    |
| Seychelles | 2  | 1  | 0  | 1  | 9  | 3  | +6   | 3    |
| Maldivas   | 2  | 0  | 0  | 2  | 0  | 18 | -18  | 0    |

| 26 de agosto de 1979 | Reunión | 3-0 | Seychelles | Stade Michel Volnay, Saint-Pierre, |  |
|                      |         |     |            |                                    |  |

| 27 de agosto de 1979 | Seychelles | 9-0 | Maldivas | Stade Michel Volnay, Saint-Pierre, |  |
|                      |            |     |          |                                    |  |

| 28 de agosto de 1979 | Reunión | 9-0 | Maldivas | Stade Michel Volnay, Saint-Pierre, |  |
|                      |         |     |          |                                    |  |

### Grupo B
| Equipo   | PJ | PG | PE | PP | GF | GC | Dif. | Pts. |
| -------- | -- | -- | -- | -- | -- | -- | ---- | ---- |
| Mauricio | 2  | 2  | 0  | 0  | 6  | 1  | +5   | 6    |
| Comoras  | 2  | 0  | 0  | 2  | 1  | 6  | -5   | 0    |

| 26 de agosto de 1979 | Mauricio | 3-0 | Comoras | Stade Michel Volnay, Saint-Pierre, |  |
|                      |          |     |         |                                    |  |

| 28 de agosto de 1979 | Comoras | 1-3 | Mauricio | Stade Michel Volnay, Saint-Pierre, |  |
|                      |         |     |          |                                    |  |

## Clasificación para Playoff
| 29 de agosto de 1979 | Comoras | 2-1 | Maldivas | Stade Michel Volnay, Saint-Pierre, |  |
|                      |         |     |          |                                    |  |

## Fase final

### Semifinales
| 31 de agosto de 1979 | Seychelles | 1-1 (4-2 p.) | Comoras | Stade Michel Volnay, Saint-Pierre, |  |
|                      |            |              |         |                                    |  |

| 31 de agosto de 1979 | Reunión | 6-1 | Comoras | Stade Michel Volnay, Saint-Pierre, |  |
|                      |         |     |         |                                    |  |

### Tercer lugar
| 1 de septiembre de 1979 | Comoras | 2-0 | Mauricio | Stade Michel Volnay, Saint-Pierre, |  |
|                         |         |     |          |                                    |  |

### Final
| 1 de septiembre de 1979 | Reunión | 2-1 | Seychelles | Stade Michel Volnay, Saint-Pierre, |  |
|                         |         |     |            |                                    |  |